# Matthew McConaugheys filmografi

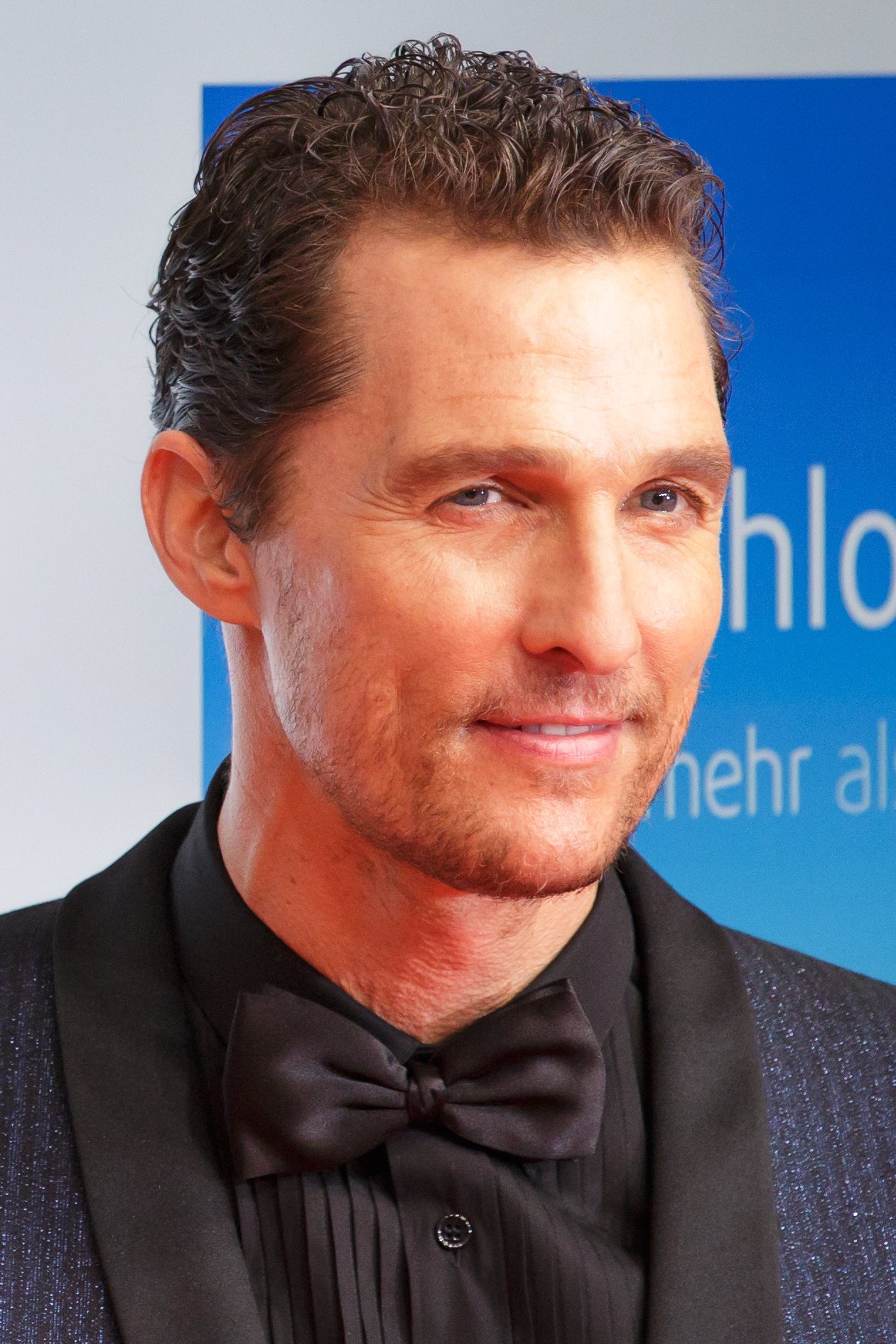
Matthew McConaughey vid Goldene Kamera awards 2014.

Matthew David McConaughey, född 4 november 1969 i Uvalde, Texas, är en amerikansk skådespelare. Han fick sitt genombrott 1993 genom sin medverkan i komedifilmen Dazed and Confused, regisserad av Richard Linklater. Hans första huvudroll fick han 1996 i filmatiseringen av John Grisham-romanen A Time to Kill. Följande år medverkade McConaughey i det historiska dramat Amistad, regisserat av Steven Spielberg, där han spelade mot bland andra Morgan Freeman och Anthony Hopkins. Samma år spelade han också mot Jodie Foster i science fiction-dramat Kontakt, denna gång regisserat av Robert Zemeckis. 1998 arbetade han återigen med regissören Richard Linklater, denna gång i dramakomedin The Newton Boys. Under 2000-talet blev McConaughey ofta typecastad som huvudrollsinnehavare i ett antal romantiska komedier såsom Bröllopsfixaren (2001), Hur man blir av med en kille på 10 dagar (2003), Hemma bäst (2006), samt Flickvänner från förr (2009).

## Film

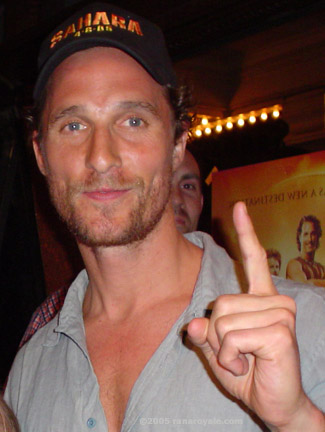
McConaughey vid premiären av Sahara i Austin, Texas, i mars 2005.

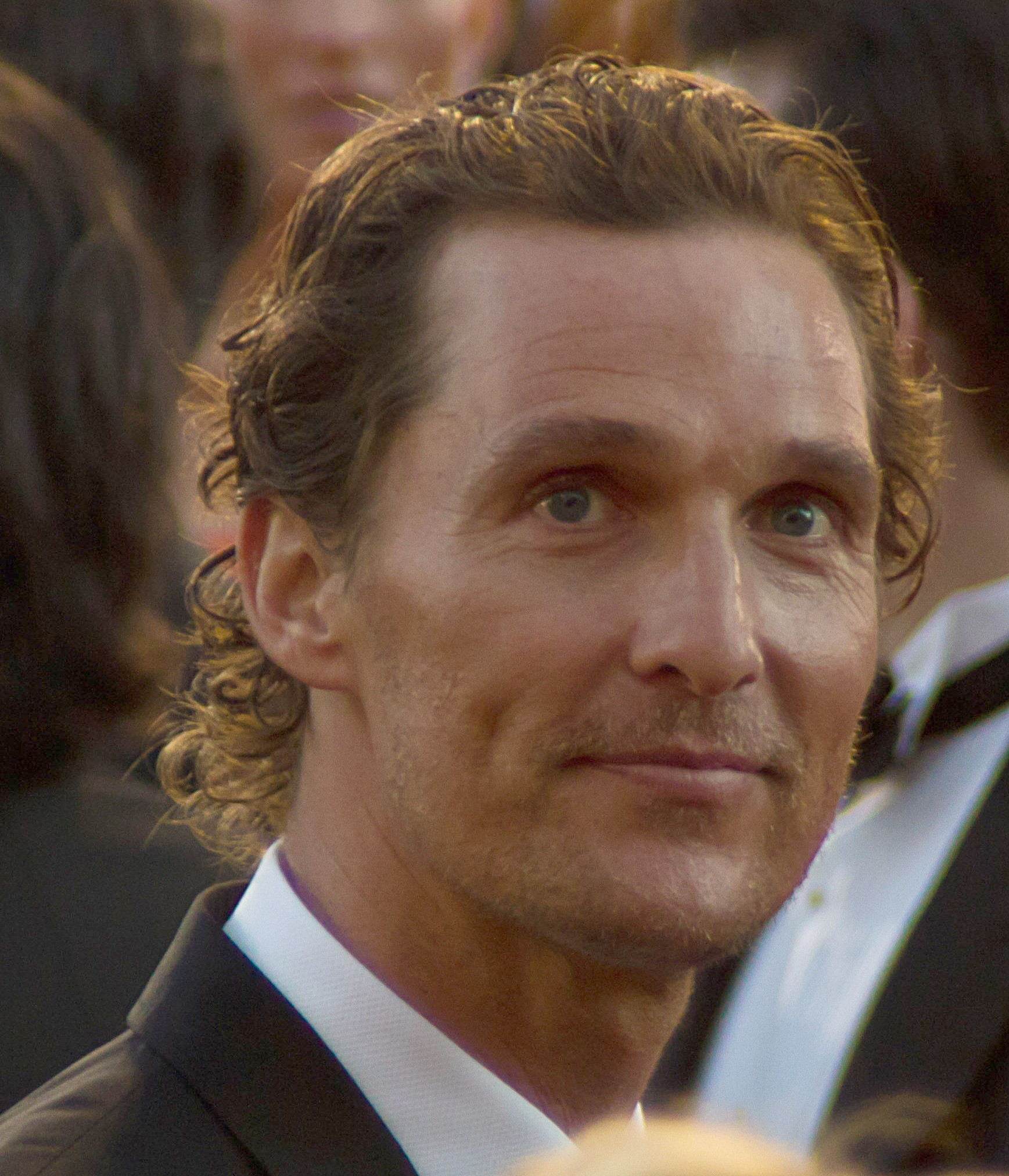
McConaughey vid Oscarsgalan 2011.

| Titel                                          | År   | Roll                  | Noteringar                                  | Ref           |
| ---------------------------------------------- | ---- | --------------------- | ------------------------------------------- | ------------- |
| Chicano Chariot                                | 1992 | —                     | Kortfilm Regissör                           | [ 5 ]         |
| My Boyfriend's Back                            | 1993 | Kille #2              |                                             | [ 6 ] [ 7 ]   |
| Dazed and Confused                             | 1993 | David Wooderson       |                                             | [ 2 ]         |
| Angels in the Outfield                         | 1994 | Ben Williams          |                                             | [ 8 ]         |
| Texas Chainsaw Massacre: The Next Generation   | 1994 | Vilmer Slaughter      |                                             | [ 9 ]         |
| Boys on the Side                               | 1995 | Officer Abe Lincoln   |                                             | [ 10 ]        |
| Glory Daze                                     | 1995 | Biluthyraren          |                                             | [ 11 ]        |
| Lone Star                                      | 1996 | Buddy Deeds           |                                             | [ 12 ]        |
| A Time to Kill                                 | 1996 | Jake Brigance         |                                             | [ 13 ]        |
| Larger than Life                               | 1996 | Tip Tucker            |                                             | [ 14 ]        |
| Scorpion Spring                                | 1996 | El Rojo               |                                             | [ 15 ] [ 16 ] |
| Kontakt                                        | 1997 | Palmer Joss           |                                             | [ 17 ]        |
| Amistad                                        | 1997 | Roger Sherman Baldwin |                                             | [ 18 ]        |
| The Newton Boys                                | 1998 | Willis Newton         |                                             | [ 19 ]        |
| Making Sandwiches                              | 1998 | Bud Hoagie            | Kortfilm Även som producent                 | [ 20 ]        |
| The Rebel                                      | 1998 | —                     | Kortfilm Regissör, producent och författare | [ 21 ]        |
| EDtv                                           | 1999 | Ed Pekurny            |                                             | [ 22 ]        |
| U-571                                          | 2000 | Lt. Andrew Tyler      |                                             | [ 23 ]        |
| The Wedding Planner                            | 2001 | Steve Edison          |                                             | [ 24 ]        |
| Frailty                                        | 2002 | Fenton/Adam Meiks     |                                             | [ 25 ]        |
| Thirteen Conversations About One Thing         | 2002 | Troy                  |                                             | [ 26 ]        |
| Drakarnas rike                                 | 2002 | Denton Van Zan        |                                             | [ 27 ]        |
| Hur man blir av med en kille på 10 dagar       | 2003 | Benjamin Barry        |                                             | [ 28 ]        |
| Tiptoes                                        | 2003 | Steven                |                                             | [ 29 ]        |
| Sahara                                         | 2005 | Dirk Pitt             | Även som exekutiv producent                 | [ 30 ]        |
| Magnificent Desolation: Walking on the Moon 3D | 2005 | Al Bean (röst)        | Dokumentär Endast IMAX                      | [ 31 ]        |
| Two for the Money                              | 2005 | Brandon Lang          |                                             | [ 32 ]        |
| Failure to Launch                              | 2006 | Tripp                 |                                             | [ 33 ]        |
| We Are Marshall                                | 2006 | Jack Lengyel          |                                             | [ 34 ]        |
| Fool's Gold                                    | 2008 | Ben "Finn" Finnegan   |                                             | [ 35 ]        |
| Tropic Thunder                                 | 2008 | Rick Peck             |                                             | [ 36 ]        |
| Surfer, Dude                                   | 2008 | Steve Addington       | Även som producent                          | [ 37 ]        |
| Ghosts of Girlfriends Past                     | 2009 | Connor Mead           |                                             | [ 38 ]        |
| The Lincoln Lawyer                             | 2011 | Mickey Haller         |                                             | [ 39 ]        |
| Bernie                                         | 2011 | Danny Buck Davidson   |                                             | [ 40 ]        |
| Killer Joe                                     | 2011 | "Killer" Joe Cooper   |                                             | [ 41 ] [ 42 ] |
| Mud                                            | 2012 | Mud                   |                                             | [ 43 ]        |
| Magic Mike                                     | 2012 | Dallas                |                                             | [ 44 ]        |
| The Paperboy                                   | 2012 | Ward Jansen           |                                             | [ 45 ] [ 46 ] |
| Dallas Buyers Club                             | 2013 | Ron Woodroof          |                                             | [ 47 ]        |
| The Wolf of Wall Street                        | 2013 | Mark Hanna            |                                             | [ 48 ]        |
| Interstellar                                   | 2014 | Cooper                |                                             | [ 49 ]        |
| Sea of Trees                                   | 2015 | Arthur Brennan        |                                             | [ 50 ] [ 51 ] |
| The Free State of Jones                        | 2016 | Newton Knight         | Postproduktion                              | [ 52 ]        |
| Kubo and the Two Strings                       | 2016 | Beetle                | Endast röst                                 | [ 53 ]        |
| Gold                                           | 2016 | Kenny Wells           | Post-produktion, även som producent         | [ 54 ]        |
| Sing                                           | 2016 | Buster Moon           | Endast röst                                 |               |
| The Dark Tower                                 | 2017 | Randall Flagg         | Under inspelning                            |               |
| The Gentlemen                                  | 2019 | Mickey Pearson        |                                             |               |

## TV

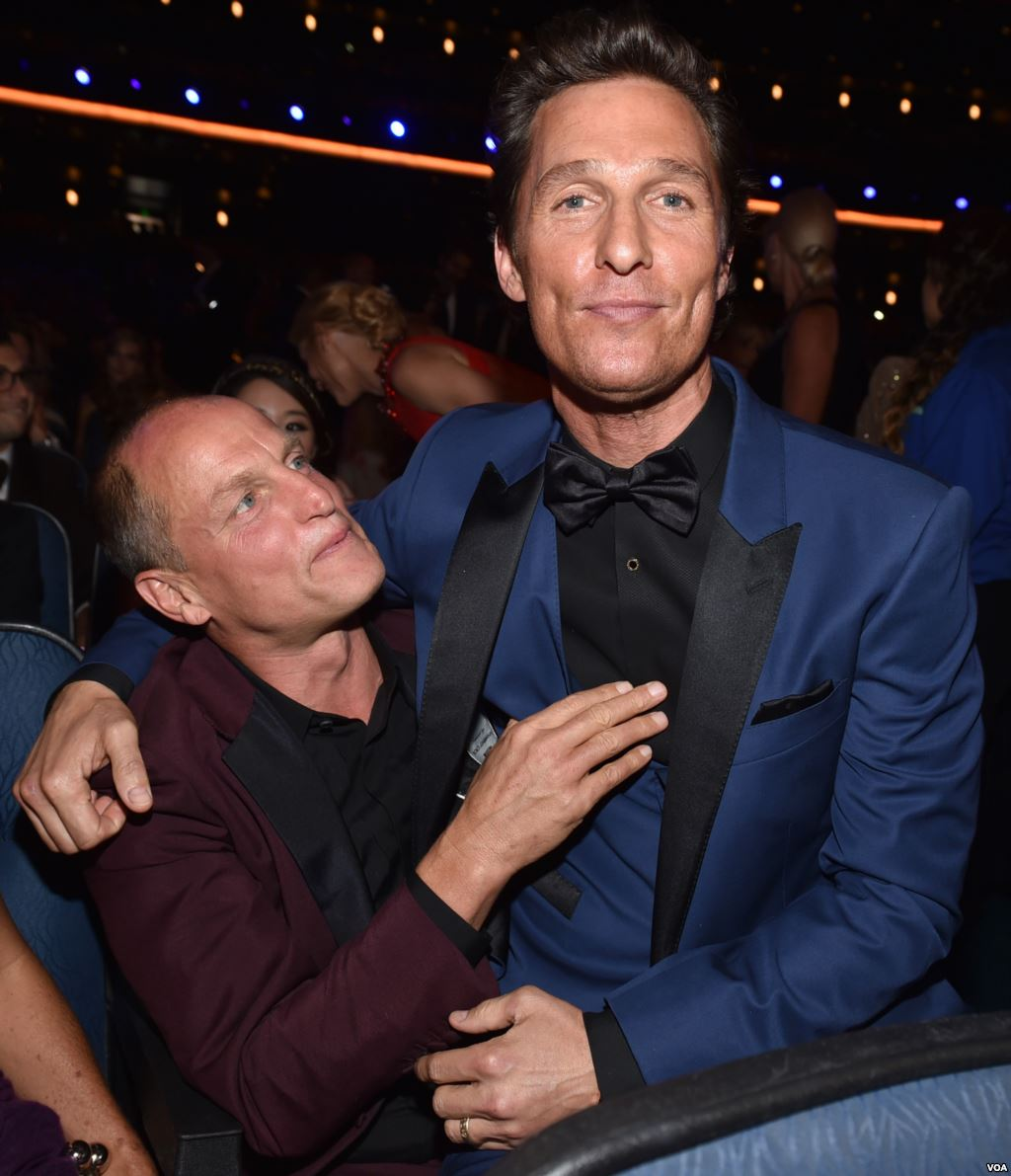
McConaughey (höger) med True Detective-motspelaren Woody Harrelson (vänster) vid Emmy Awards 2014

| Titel                    | År      | Roll | Kanal | Noteringar                                  | Ref.   |
| ------------------------ | ------- | --- | ----- | ------------------------------------------- | ------ |
| Unsolved Mysteries       | 1992    | Larry Dickens                                                                                                  | NBC   | Avsnitt #5.12                               | [ 55 ] |
| King of the Hill         | 1999    | Rad Thidbodeaux (röst)                                                                                         | FOX   | Avsnitt: "The Wedding of Bobby Hill"        | [ 56 ] |
| Sex and the City         | 2000    | Sig själv | HBO   | Avsnitt: "Escape from New York"             | [ 57 ] |
| Freedom: A History of US | 2003    | Charles Fenno Hoffman / Alexander H. Stephens / Kapten W. W. Wood / Andrew Johnson / John Swinton / Mark Twain | PBS   | 6 avsnitt                                   | [ 58 ] |
| Eastbound & Down         | 2010–12 | Roy McDaniel                                                                                                   | HBO   | 3 avsnitt                                   | [ 59 ] |
| True Detective           | 2014    | Rustin "Rust" Cohle                                                                                            | HBO   | Endast säsong 1 Även som exekutiv producent | [ 60 ] |
| Saturday Night Live      | 2015    | Sig själv - Värd                                                                                               | NBC   | 1 avsnitt: "Matthew McConaughey/Adele"      | [ 59 ] |

## Musikvideor
| Låtnamn                               | År   | Artist                            | Roll                             | Ref.   |
| ------------------------------------- | ---- | --------------------------------- | -------------------------------- | ------ |
| Walkaway Joe                          | 1992 | Trisha Yearwood ft. Don Henley    | Walkaway Joe                     | [ 61 ] |
| Key West Intermezzo (I Saw You First) | 1996 | John Mellencamp                   | Icke namngiven manling huvudroll | [ 62 ] |
| Synthesizers                          | 2012 | Butch Walker and The Black Widows | David Wooderson                  | [ 63 ] |